# Amphiura tutanekai
Amphiura tutanekai är en ormstjärneart som beskrevs av Baker 1974. Amphiura tutanekai ingår i släktet Amphiura och familjen trådormstjärnor. Inga underarter finns listade i Catalogue of Life.